# Zamira Zaitseva
Zamira Chamatkhanovna Zaitseva (ryska: Замира Хаматхановна Зайџева), född den 16 februari 1953 i Andijon, Uzbekiska SSR, Sovjetunionen, är en uzbekisk före detta friidrottare.
Zaitseva tävlade i medeldistanslöpning för Sovjetunionen.
Zaitsevas främsta merit är silvermedaljen på 1 500 meter från det första världsmästerskapet 1983 i Helsingfors. Hon blev vidare silvermedaljör vid EM 1982 i Aten även då på 1 500 meter. 

## Personliga rekord
- 800 meter - 1.56,21 från 1983
- 1 500 meter - 3.56,14 från 1982